# Vandélicourt
Vandélicourt est une commune française située dans le département de l'Oise en région Hauts-de-France.

## Géographie

### Description
Vandélécourt est un village périurbain picard du Noyonnais situé à 52 km au nord-est de Beauvais, 42 km au nord-ouest de Soissons et à quatre-vingt kilomètres au nord-est de Paris, dans l'aire urbaine de Compiègne.

### Communes limitrophes
| Margny-sur-Matz |              | Élincourt-Sainte-Marguerite |
| Marquéglise     | Vandélicourt | Marest-sur-Matz             |
| Vignemont       |              | Villers-sur-Coudun          |

### Hydrographie

#### Réseau hydrographique
La commune est située dans le bassin Seine-Normandie. Elle est drainée par le Matz, le fossé du Rhuis et le Marais d'Elincourt,,.
Le Matz, d'une longueur de 25 km, prend sa source dans la commune de Canny-sur-Matz et se jette  dans l'Oise à Montmacq, après avoir traversé 17 communes. 

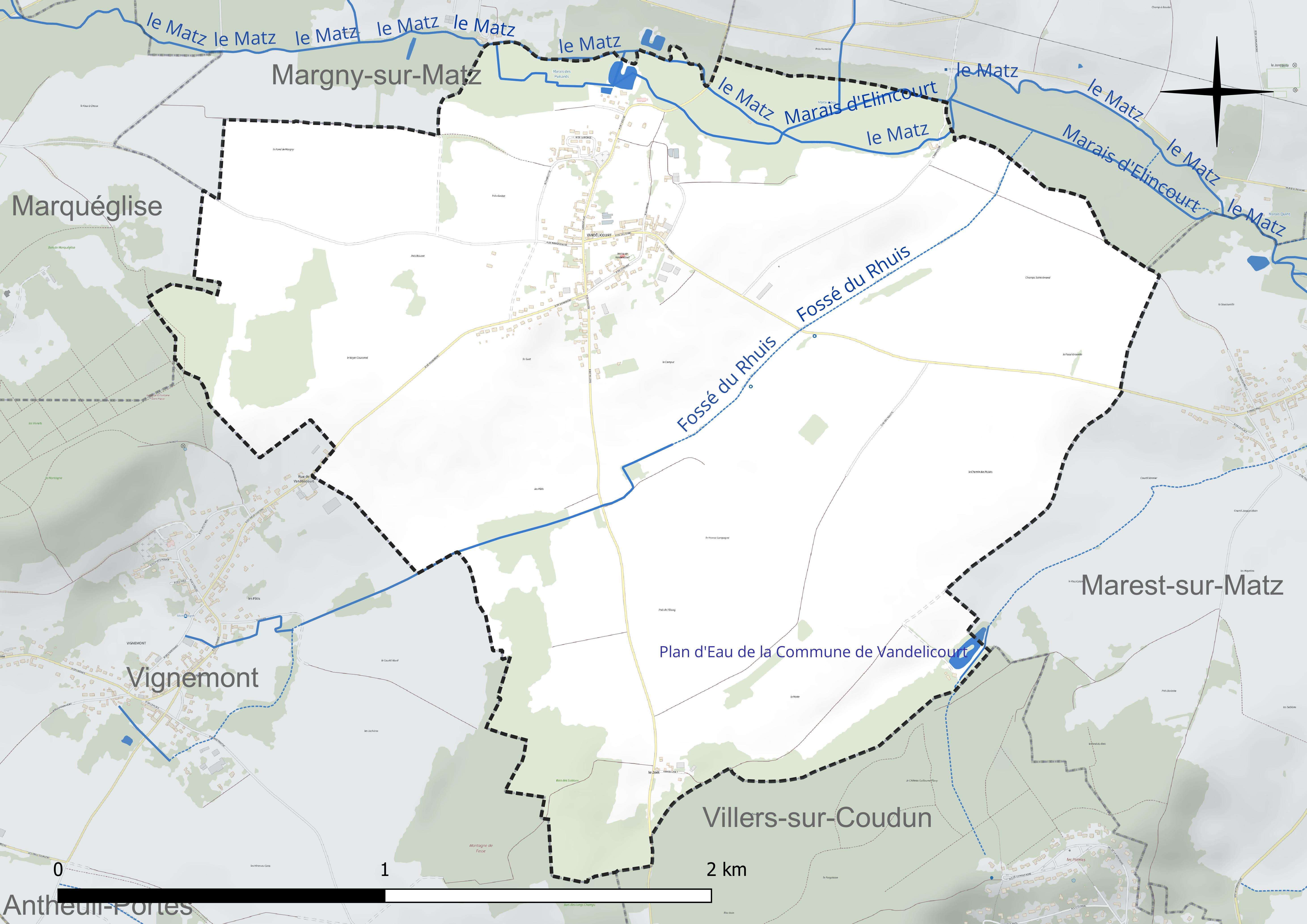
Réseau hydrographique de Vandélicourt.

Un plan d'eau complète le réseau hydrographique : le plan d'eau de la commune de Vandelicourt, d'une superficie totale de 0,5 ha (0,4 ha sur la commune),.

#### Gestion et qualité des eaux
Le territoire communal est couvert par le schéma d'aménagement et de gestion des eaux (SAGE) « Sensée ». Ce document de planification concerne un territoire de 1 013 km2 de superficie, délimité par le bassin versant de l'Oise moyenne. Le périmètre a été arrêté le 24 avril 2017 et le SAGE est, en 2024, encore en élaboration. La structure porteuse de l'élaboration et de la mise en œuvre est le syndicat mixte du SAGE Oise-Moyenne (SMOM). 
La qualité des cours d'eau peut être consultée sur un site dédié géré par les agences de l'eau et l'Agence française pour la biodiversité. 

### Climat
Pour des articles plus généraux, voir Climat des Hauts-de-France et Climat de l'Oise.
En 2010, le climat de la commune est de type climat océanique dégradé des plaines du Centre et du Nord, selon une étude du CNRS s'appuyant sur une série de données couvrant la période 1971-2000. En 2020, Météo-France publie une typologie des climats de la France métropolitaine dans laquelle la commune est exposée à un climat océanique et est dans la région climatique  Nord-est du bassin Parisien, caractérisée par un ensoleillement médiocre, une pluviométrie moyenne régulièrement répartie au cours de l'année et un hiver froid (3 °C). 
Pour la période 1971-2000, la température annuelle moyenne est de 10,8 °C, avec une amplitude thermique annuelle de 15 °C. Le cumul annuel moyen de précipitations est de 685 mm, avec 11,2 jours de précipitations en janvier et 8,3 jours en juillet. Pour la période 1991-2020, la température moyenne annuelle observée sur la station météorologique la plus proche, située sur la commune de Margny-lès-Compiègne à 10 km à vol d'oiseau, est de 11,2 °C et le cumul annuel moyen de précipitations est de 633,5 mm,. Pour l'avenir, les paramètres climatiques de la commune estimés pour 2050 selon différents scénarios d'émission de gaz à effet de serre sont consultables sur un site dédié publié par Météo-France en novembre 2022.

## Urbanisme

### Typologie
Au 1er janvier 2024, Vandélicourt est catégorisée commune rurale à habitat dispersé, selon la nouvelle grille communale de densité à sept niveaux définie par l'Insee en 2022.
Elle est située hors unité urbaine. Par ailleurs la commune fait partie de l'aire d'attraction de Compiègne, dont elle est une commune de la couronne,. Cette aire, qui regroupe 101 communes, est catégorisée dans les aires de 50 000 à moins de 200 000 habitants,.

### Occupation des sols
L'occupation des sols de la commune, telle qu'elle ressort de la base de données européenne d'occupation biophysique des sols Corine Land Cover (CLC), est marquée par l'importance des territoires agricoles (76,1 % en 2018), une proportion sensiblement équivalente à celle de 1990 (76,6 %). La répartition détaillée en 2018 est la suivante : 
terres arables (76,1 %), forêts (16,2 %), zones urbanisées (7,7 %). L'évolution de l'occupation des sols de la commune et de ses infrastructures peut être observée sur les différentes représentations cartographiques du territoire : la carte de Cassini (XVIIIe siècle), la carte d'état-major (1820-1866) et les cartes ou photos aériennes de l'IGN pour la période actuelle (1950 à aujourd'hui).

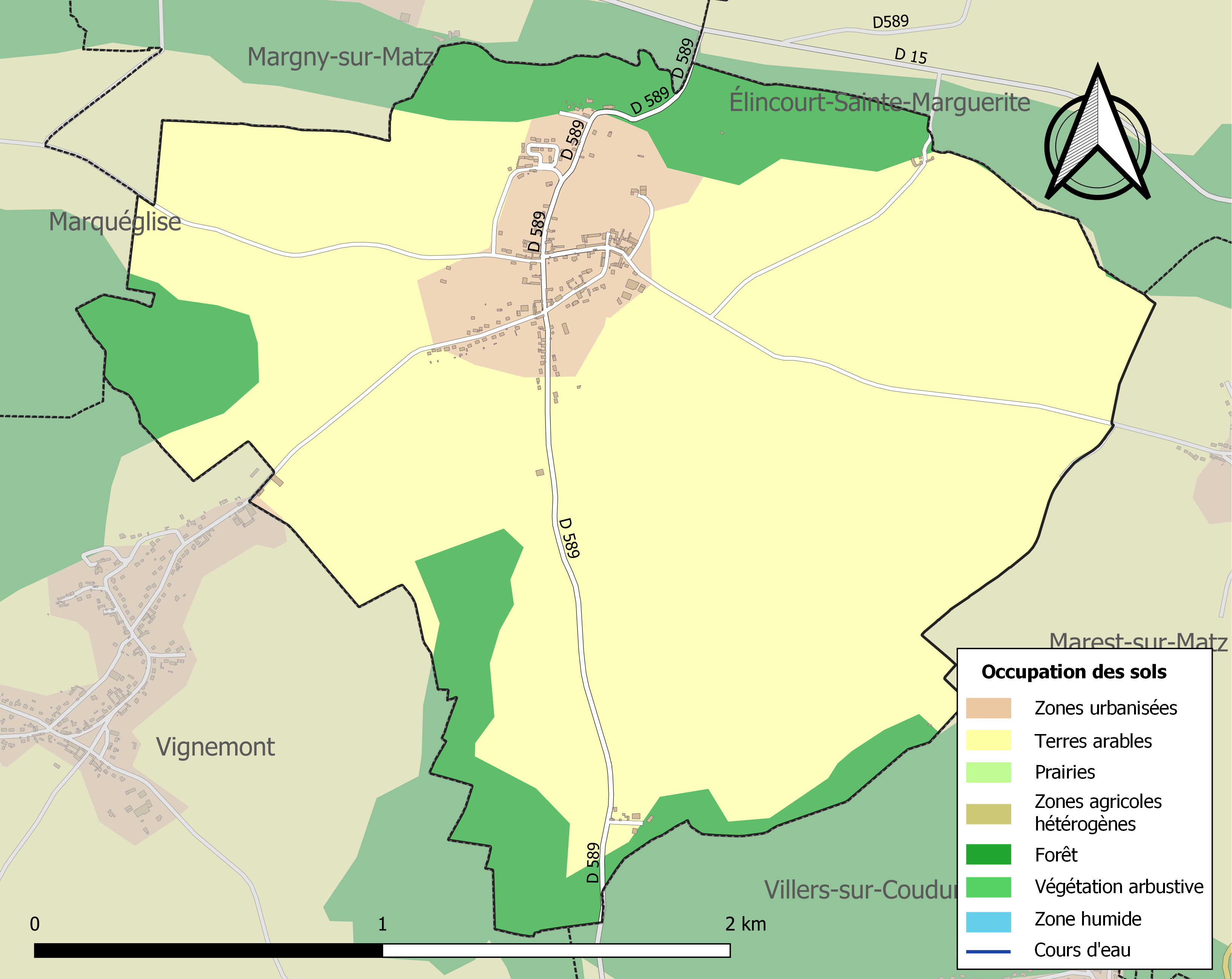
Carte des infrastructures et de l'occupation des sols de la commune en 2018 (CLC).

### Voies de communication et transports
La commune est desservie, en 2023, par les lignes 654, 655, 681, 6303 et 6334 du réseau interurbain de l'Oise.

## Toponymie
Le nom de la localité est attesté sous les formes Wandlescort (1223) ; Wandeliecort (XIVe) ; Vandelincourt (XVe) ; Vandellincourt (XVe) ; Vaudelincourt (XVe) ; Vuandelicourt (XVe) ; Vadelincourt (XVe) ; Wandelicourt (1610) ; Wadelincourt (1667) ; Vandelicourt (XVIIe).

## Histoire
Première Guerre mondiale
La commune a été décorée de la Croix de guerre 1914-1918, le 21 février 1921.

## Politique et administration

### Rattachements administratifs et électoraux
Rattachements administratifs
La commune se trouve  dans l'arrondissement de Compiègne du département de l'Oise.
Elle faisait partie depuis 1801 du canton de Ribécourt-Dreslincourt. Dans le cadre du redécoupage cantonal de 2014 en France, cette circonscription administrative territoriale a disparu, et le canton n'est plus qu'une circonscription électorale.
Rattachements électoraux
Pour les élections départementales, la commune fait partie depuis 2014 du canton de Thourotte
Pour l'élection des députés, elle fait partie de la sixième circonscription de l'Oise.

### Intercommunalité
Maricourt est membre de la communauté de communes des Deux Vallées, un établissement public de coopération intercommunale (EPCI) à fiscalité propre créé en 1995 et auquel la commune a transféré un certain nombre de ses compétences, dans les conditions déterminées par le code général des collectivités territoriales.

### Liste des maires
| Période                                  | Période                    | Identité                 | Étiquette | Qualité                                                            |
| ---------------------------------------- | -------------------------- | ------------------------ | --------- | ------------------------------------------------------------------ |
| Les données manquantes sont à compléter. |                            |                          |           |                                                                    |
| mars 2001                                | mars 2008                  | Michel Leroy             |           |                                                                    |
| mars 2008                                | mars 2014                  | Jean-Claude Patron       | PCF       |                                                                    |
| mars 2014                                | mai 2020                   | Jean-Luc Laschamp        |           | Enseignant                                                         |
| mai 2020                                 | En cours (au 15 juin 2020) | Sandrine Gomez Baconnais |           | Crédit Manager Vice-présidente de la CC des Deux Vallées (2020 → ) |

## Population et société

### Démographie

#### Évolution démographique
L'évolution du nombre d'habitants est connue à travers les recensements de la population effectués dans la commune depuis 1793. Pour les communes de moins de 10 000 habitants, une enquête de recensement portant sur toute la population est réalisée tous les cinq ans, les populations de référence des années intermédiaires étant quant à elles estimées par interpolation ou extrapolation. Pour la commune, le premier recensement exhaustif entrant dans le cadre du nouveau dispositif a été réalisé en 2007.

En 2022, la commune comptait 257 habitants, en évolution de −8,54 % par rapport à 2016 (Oise : +0,87 %, France hors Mayotte : +2,11 %).
| 1793 | 1800 | 1806 | 1821 | 1831 | 1836 | 1841 | 1846 | 1851 |
| ---- | ---- | ---- | ---- | ---- | ---- | ---- | ---- | ---- |
| 256  | 275  | 279  | 279  | 245  | 232  | 234  | 245  | 222  |

| 1856 | 1861 | 1866 | 1872 | 1876 | 1881 | 1886 | 1891 | 1896 |
| ---- | ---- | ---- | ---- | ---- | ---- | ---- | ---- | ---- |
| 206  | 201  | 206  | 191  | 173  | 175  | 167  | 160  | 157  |

| 1901 | 1906 | 1911 | 1921 | 1926 | 1931 | 1936 | 1946 | 1954 |
| ---- | ---- | ---- | ---- | ---- | ---- | ---- | ---- | ---- |
| 162  | 155  | 150  | 137  | 159  | 158  | 135  | 158  | 166  |

| 1962 | 1968 | 1975 | 1982 | 1990 | 1999 | 2006 | 2007 | 2012 |
| ---- | ---- | ---- | ---- | ---- | ---- | ---- | ---- | ---- |
| 147  | 141  | 194  | 211  | 206  | 202  | 224  | 227  | 288  |

| 2017 | 2022 | - | - | - | - | - | - | - |
| ---- | ---- | - | - | - | - | - | - | - |
| 276  | 257  | - | - | - | - | - | - | - |

#### Pyramide des âges
La population de la commune est relativement jeune.
En 2018, le taux de personnes d'un âge inférieur à 30 ans s'élève à 32,3 %, soit en dessous de la moyenne départementale (37,3 %). À l'inverse, le taux de personnes d'âge supérieur à 60 ans est de 22,8 % la même année, alors qu'il est de 22,8 % au niveau départemental.
En 2018, la commune comptait 147 hommes pour 125 femmes, soit un taux de 54,04 % d'hommes, largement supérieur au taux départemental (48,89 %).
Les pyramides des âges de la commune et du département s'établissent comme suit.
| Hommes | Classe d’âge | Femmes |
| ------ | ------------ | ------ |
| 0,7    | 90 ou +      | 0,8    |
| 4,0    | 75-89 ans    | 6,3    |
| 14,8   | 60-74 ans    | 19,7   |
| 20,8   | 45-59 ans    | 15,7   |
| 24,8   | 30-44 ans    | 28,3   |
| 11,4   | 15-29 ans    | 10,2   |
| 23,5   | 0-14 ans     | 18,9   |

| Hommes | Classe d’âge | Femmes |
| ------ | ------------ | ------ |
| 0,5    | 90 ou +      | 1,4    |
| 5,5    | 75-89 ans    | 7,6    |
| 15,6   | 60-74 ans    | 16,3   |
| 20,8   | 45-59 ans    | 20     |
| 19,4   | 30-44 ans    | 19,4   |
| 17,6   | 15-29 ans    | 16,2   |
| 20,6   | 0-14 ans     | 19,1   |

## Culture locale et patrimoine

### Lieux et monuments
- L'église Saint-Léger, édifiée à l'écart du village sur un terrain marécageux à proximité du Matz. Elle date sans doute de la fin du XVIe siècle et possède un exceptionnel lutrin du  XVIe siècleen chêne[32].
- Chemin de randonnée la Vandélicourtoise réalisé par l'intercommunalité et la municipalité, long de 9,6 km, qui serpente entre l'église Saint-Léger, le Matz, le moulin, Marest-sur-Matz  et Zoët et balisé de 9 panneaux. Une boucle réduite de 2,4 km fait le tour du village[33]

### Personnalités liées à la commune
Louis Barbier de La Rivière est né en 1593 dans cette commune. Prélat français, il a été évêque de Langres de 1655 à 1670.